# براندان جاي دوغان
براندان جاي دوغان (بالإنجليزية: Brendan J. Dugan)‏ هو مصرفي أمريكي، ولد في 24 أغسطس 1947 في بروكلين في الولايات المتحدة، وتوفي في 18 ديسمبر 2016.